# 夢回鹿鼎記
《夢回鹿鼎記》，為《步步驚心》前傳，是由搜狐畅游和唐人影视联合拍摄的首部以網路為主题的微电影。改编自《鹿鼎记》，由《步步驚心》原班人马製作，该片于2011年9月14日由網路播出。

## 演員表
- 胡歌 飾 韦小宝
- 吴奇隆 飾 康熙帝－清朝第三位皇帝、大清定都北京后第二位皇帝
- 劉詩詩 飾 索菲亞，罗刹国公主
- 劉心悠 飾 建宁公主－韦小宝的七位夫人之一
- 林更新 飾 鳌拜－满洲第一勇士
- 刘玉婷 飾 阿珂－李自成和陈圆圆之女
- 張揚 飾 苏荃－韦小宝的七位夫人之一
- 吴艳樱 飾 曾柔－韦小宝的七位夫人之一
- 周梦娅 飾 双儿－韦小宝最信任及钟爱的夫人
- 谭松韵 飾 沐剑屏－沐王府的小郡主，韦小宝的夫人

## 製作人員
- 原創者：金庸
- 制作人：蔡艺侬
- 导演：李国立
- 编剧：王莉芝
- 选角导演：刘运强
- 动作指导：陈伟滔
- 造型设计：陈顾方

## 宣傳活動
| 時間          | 地點 | 活動           |
| ------------- | ---- | -------------- |
| 2011年6月13日 | 北京 | 召開电影发布会 |